# Krakowski klub dialogu
Treść tego artykułu może nie być zgodna z zasadami neutralnego punktu widzenia.
 Po wyeliminowaniu niedoskonałości należy usunąć szablon {{Dopracować}} z tego artykułu.
Krakowski klub dialogu – stowarzyszenie non-profit powstałe w 2000 roku.
Celem jest promowanie dialogu międzykulturowego i kształtowanie postaw akceptacji wobec mniejszości narodowych, etnicznych i religijnych, zamieszkujących tereny Rzeczypospolitej Polskiej, ale i tych, które znajdują się poza Polską. Stowarzyszenie jest organizacją opierającą się przede wszystkim na pracy wolontariuszy. Wśród trzydziestu współpracujących z KKD wolontariuszy są głównie uczniowie, studenci i pracownicy akademiccy.
Stowarzyszenie organizuje spotkania między Polakami a młodymi Żydami z Ameryki i Izraela, by walczyć ze stereotypowym obrazem Polaka (chrześcijanina) i Żyda. Spotkania te odbywają się regularnie. Ponadto Stowarzyszenie organizuje spotkania z przedstawicielami świata islamu, mające na celu zapobieganie fałszywym stereotypom na temat islamu i tworzenie wspólnej platformy dialogowej między trzema wielkimi religiami. Dzięki wspólnej współpracy, co roku zimą w Krakowie odbywają się Dni Islamu (wcześniej Dni Kultury Islamu)

## Historia
Stowarzyszenie "Krakowski Klub Dialogu" powstało w listopadzie 2000 roku z inicjatywy krakowskiego survivora (Ocaleńca) Bernarda Offena. Urodzony w 1929 roku, mieszkał z rodziną w Podgórzu - dzielnicy, w której podczas II wojny światowej naziści utworzyli getto. Nastoletniemu Bernardowi udało się przetrwać 5 niemieckich obozów, m.in. w Płaszowie, Auschwitz-Birkenau i Dachau-Kaufering. Z licznej rodziny Bernarda Offena przeżyły trzy osoby - Bernard i jego dwaj bracia.
Do Polski powrócił dopiero w 1981 roku. W latach 90. odwiedzał Kraków regularnie, aby opowiadać o swoich wojennych przeżyciach, oprowadzać po krakowskim getcie i obozie Auschwitz-Birkenau. Wspomnienia te zarejestrował również na taśmie filmowej - jego filmy pokazywane są w czasie Festiwalu Kultury Żydowskiej w Krakowie.
Z inspiracji założyciela Stowarzyszenie początkowo zajmowało się przede wszystkim promowaniem wiedzy o historii Żydów polskich, a szczególnie o ich Zagładzie w czasie II wojny światowej, m.in. poprzez spotkania z uczniami krakowskich liceów, oprowadzanie po Podgórzu i Płaszowie oraz współorganizację Marszu Pamięci. Do 2005 roku prezesem Stowarzyszenia (po Bernardzie Offenie) był nieżyjący już Stefan Świszczowski, który stworzył ideę Marszu Pamięci (dla uczczenia ofiar likwidacji getta płaszowskiego z marca 1943 roku). Wtedy też zaczęły się spotkania KKD z młodzieżą żydowską z całego świata, a także z potomkami tych, którzy przeżyli Holokaust.
Po śmierci Stefana Świszczowskiego, p.o. prezesa "Krakowskiego Klubu Dialogu" została Aleksandra Łojek-Magdziarz, a Stowarzyszenie wiąże swoją działalność z dialogiem kultur i religii, a szczególnie z relacjami między trzema tradycjami abrahamowymi: judaizmem, chrześcijaństwem i islamem. Stowarzyszenie również zaangażowało się w program edukacyjno-historyczny z nauczycielami i uczniami polskimi i niemieckimi, dzięki czemu obie grupy wzajemnie poznają swoją historię.